# هنری پاتریک پراکتر
هنری پاتریک پراکتر (انگلیسی: Henry Procter؛ ۱۷۶۳ – ۳۱ اکتبر ۱۸۲۲) فرد نظامی اهل پادشاهی متحد بریتانیای کبیر و ایرلند بود.